# Dassault Falcon 7X
Dimensions
Le Falcon 7X est un avion d'affaires haut de gamme de la famille Falcon construit par Dassault Aviation. C'est un triréacteur certifié pour franchir une distance de 11 000 km et voler à une vitesse de l'ordre de Mach 0,85.

## Historique

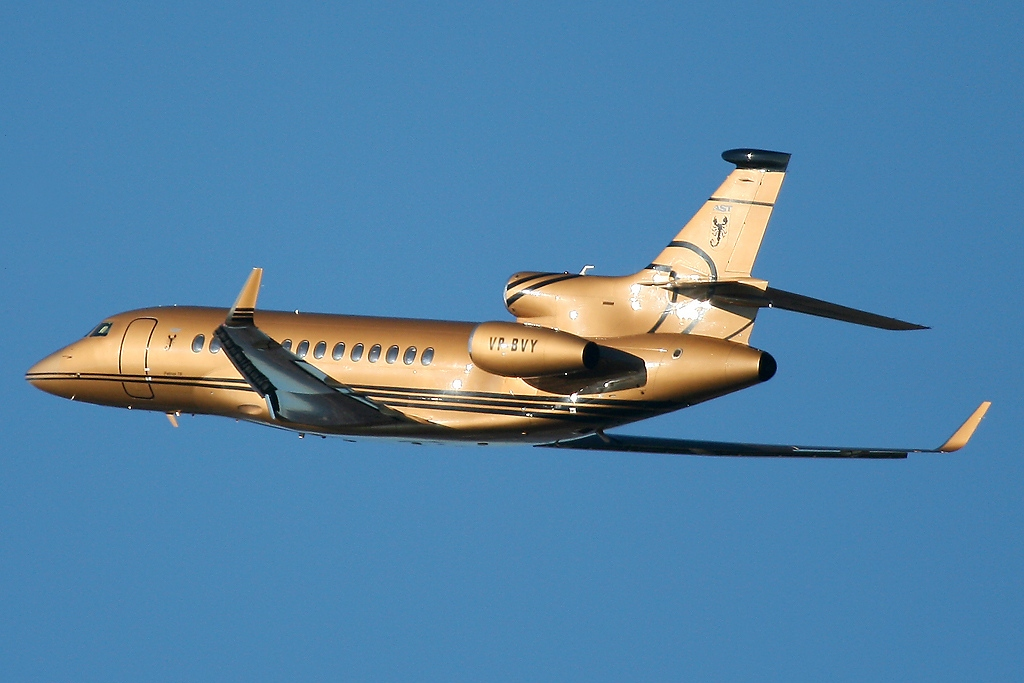
Dassault Falcon 7X à Paris—Le Bourget.

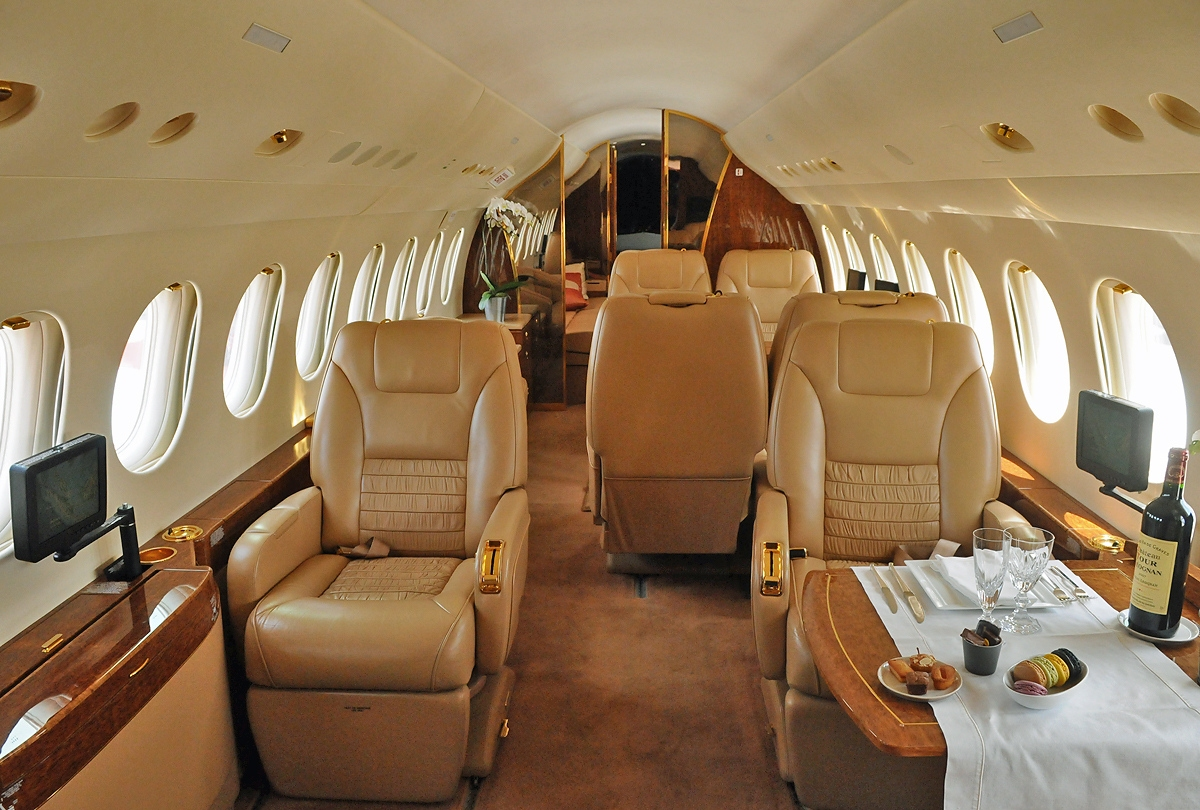
Falcon 7X:Intérieur de la cabine

Le Falcon 7X a été conçu pour enrichir la gamme Falcon 900EX dans le haut des avions Falcon, avec une cabine plus spacieuse et une distance franchissable accrue.
Le premier vol s'est déroulé le 5 mai 2005 aux mains de Yves Kerhervé et de Philippe Deleume qui ont pu tester les différents systèmes et plus particulièrement les commandes de vol électriques : une première pour un avion d'affaires. Ce vol inaugural réalisé au départ de l'aéroport Bordeaux-Mérignac a duré 1 heure 30 et a permis d'atteindre l'altitude de 25 000 pieds (environ 7 600 m) et la vitesse de 280 nœuds (environ 520 km/h). Les essais statiques de la structure jusqu'à charge ultime furent achevés avec succès en juillet 2006.
Il a reçu sa certification le 27 avril 2007 simultanément de la part de l'Agence européenne de la sécurité aérienne et de la Federal Aviation Administration américaine. Le début des livraisons aux clients s'est effectué au mois de juin 2007. Son prix avoisine les 40 millions de dollars américains selon l'équipement intérieur et les options choisies par le client. 
Dassault Aviation prévoit en vendre 300 400exemplaires au cours des 10 à 15 prochaines années. Le jour de sa certification à Bordeaux-Mérignac (27 avril 2007), le Falcon 7X faisait déjà l'objet de plus de 160 commandes fermes venant de plus de 30 pays dans le monde. Le 200e Falcon 7X a été livré le 5 mars 2013 au gouvernement de Monaco.
Dassault Aviation signe en août 2016 un contrat de près de 300 millions d'euros avec le gouvernement égyptien pour la vente de 4 Falcon 7X.
Il est utilisé par les acteurs privés et étatiques. Entre autres, trois sont utilisés par la Royal Australian Air Force à partir d'avril 2019, deux loués la composante air belge depuis 2020, un par la force aérienne grecque depuis 2021, un par l'Armée de l'air indonésienne depuis novembre 2022.

## Conception
Le Falcon 7X est le premier avion au monde à avoir été développé entièrement dans une filière numérique grâce aux nouveaux outils informatiques créés par la société Dassault Systèmes. Grâce à CATIA et à la gestion du cycle de vie du produit (ENOVIA), aucun prototype, ni maquette, n'ont été réalisés. Les formes et l'architecture de l'avion ont été conçues uniquement grâce à une maquette numérique.
L'aménagement intérieur est fait à Little Rock dans l'Arkansas comme pour tous les autres avions de la gamme Falcon.
Son développement a nécessité un investissement de 700 millions d'euros. Pour la réalisation de son nouveau projet, Dassault-Aviation créa des partenariats avec partage de risques avec les principaux équipementiers retenus sur le Falcon 7X :
- Latécoère (tronçon du fuselage arrière, porte de soute à bagages, le câblage électrique est réalisé et installé par LATelec)
- DAHER-SOCATA (tronçon supérieur central, ventre mou, bords d’attaque dégivrés)
- EADS CASA (empennage horizontal)
- SONACA (bords d'attaque fixe et becs dégivrés)
- Stork-Fokker (volets, aérofreins et spoilers, ailerons)
- Goodrich (système secondaire de contrôle de vol, génération et distribution électrique, anémométrie, détection de givre)
- Pratt & Whitney Canada (moteurs, inverseurs de poussée et nacelles)
- Messier-Dowty (trains d'atterrissage)
- Honeywell (avionique intégrée, conditionnement d'air, démarrage à air, APU)
- ECE (éclairage)
- ELTA (système de dégivrage des pare-brises)
- Intertechnique (circulation et jaugeage du carburant, oxygène)
- Dassault Equipement (commandes de vol électriques)
- Parker (système hydraulique)
- ABSC (système de freinage et roues)
- ACSS (système anticollision TCAS)
- Le Bozec (système de filtration)
- Rockwell Collins Head-Up Guidance System (système de visualisation "tête haute")
- L'hotellier (détection et extinction incendie)
- MPC (manettes de commande de gaz)
- SOGITEC (simulateur pilote et documentation technique de maintenance)

Il est équipé d'un cockpit EASy (Enhanced avionics system) conçu par Dassault-Aviation sur la base du système EPIC/PRIMUS (en) développé par la société Honeywell commun à tous les avions Falcon en cours de production. Ce cockpit est construit autour de quatre larges écrans disposés en T, deux calculateurs modulaires d' avionique associés à des boules de commande et des claviers multifonctions. Deux mini-manches latéraux permettent à l'équipage de piloter l'avion grâce à des commandes de vol électriques à sécurité renforcée.
La voilure est conçue pour avoir un rendement amélioré de 30 % lui permettant une autonomie plus importante et des atterrissages courts ainsi qu'une augmentation du rayon d'action. De sorte que, depuis février 2009, cet appareil est autorisé à desservir l'aéroport de Londres City. Il faut que chaque appareil soit capable de décoller sur 1 319 m et atterrir sur 1 199 m, en raison d'une piste trop courte. De plus, le Falcon 7X peut adopter un plan de descente de 5,5 degrés au lieu des 3 degrés standards, afin de réduire les nuisances sonores à l'atterrissage.    
BMW Designworks a conçu l'intérieur de la cabine du Falcon 7X .
Le Falcon 7X est composé d'environ 50 000 pièces.

## Spécifications

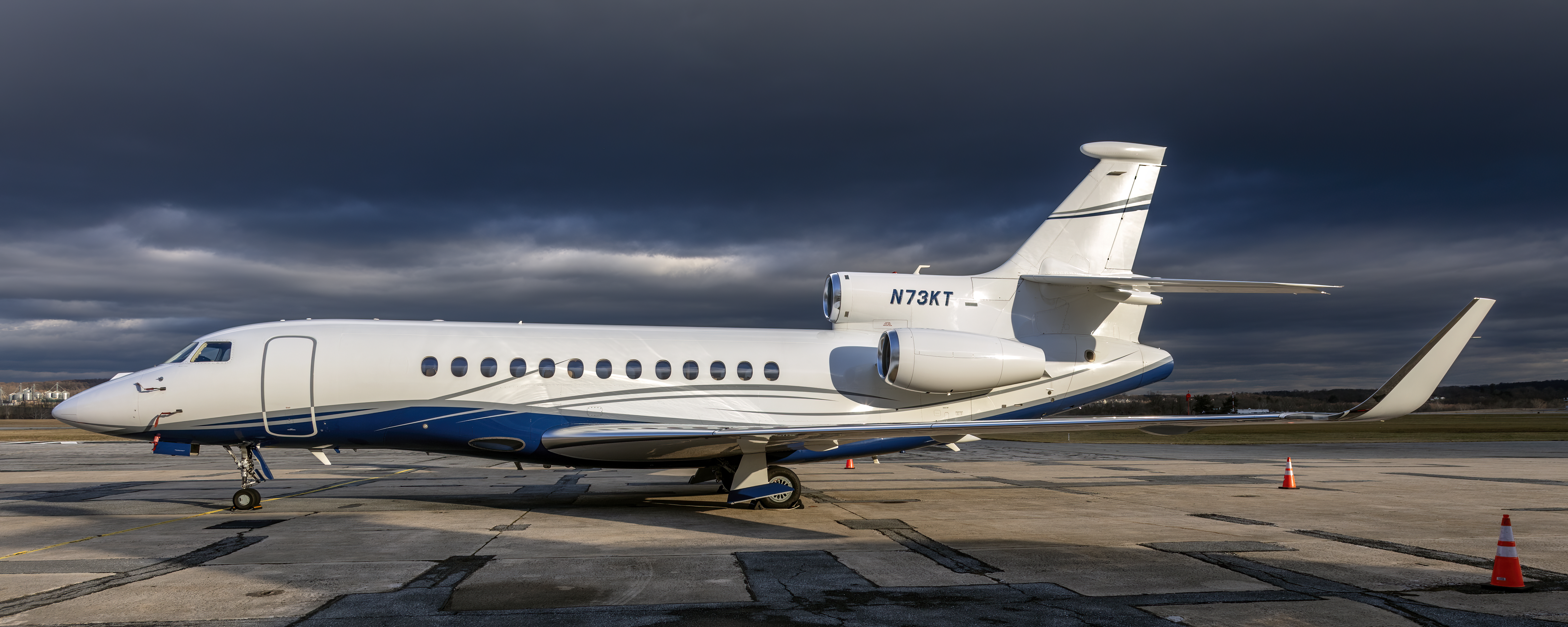
Un Falcon 7X dans le Maryland.

Données de Site Dassault Falcon
Caractéristiques générales
- Équipage : jusqu'à 3 personnes
- Capacité : 16
- Longueur : 23,38 m
- Envergure : 26,21 m
- Hauteur : 7,863 m
- Surface alaire : 70,7 m2
- Masse à vide : 15 545 kg
- Charge utile : 2 720 kg
- Masse maximale au décollage : 31 751 kg
- Moteur : 3 turboréacteurs Pratt & Whitney Canada PW307A, 28,46 kN chacun
- Longueur de la cabine: 11,91 m
- Hauteur de la cabine: 1,88 m
- Largeur de la cabine: 2,34 m

 Performances 
- Vitesse maximale : Mach 0,90
- Distance franchissable : 11 020 km (5 950 NM) avec 8 passagers
- Plafond : 15 500 m (51 000 ft)
- Distance de décollage : 1 740 m
- Distance d'atterrissage : 630 m
- Charge alaire : 435 kg/m²

Avionique

- cockpit EASy et EASy 2

## Simulation
Le Falcon 7X a été modélisé pour les simulateurs de vol X-Plane Version 8, 9 et 10, MS Flight Simulator 2004 et MS Flight Simulator X.

## Falcon 7X présidentiels français
Deux Falcon 7X sont utilisés par le président de la République française et le Premier ministre pour leurs déplacements, depuis respectivement juillet 2009 et mai 2010, remplaçant les Falcon 900B de la flotte de l'Escadron de transport 60 et servant également d'avion de secours pour le nouvel Airbus A330-200 présidentiel, utilisé comme avion principal. Immatriculés F-RAFA et F-RAFB, les appareils portent l'indicatif d'appel Cotam Unité lorsque le chef de l'État se trouve à leur bord, et Cotam Deux lorsqu'il s'agit du chef du gouvernement.
Les deux Falcon 7X arborent la livrée officielle des nouveaux avions de la flotte républicaine. Dans celle-ci, le drapeau tricolore est peint sur l'intégralité de la dérive de l'appareil, se prolongeant de façon oblique vers le bas du fuselage, en direction des réacteurs. Un drapeau français, plus petit, est aussi présent à côté de la porte principale empruntée par le chef de l'État, et la cocarde tricolore, symbole de l'Armée de l'air, sur et sous les ailes. Enfin, « République française » est peint le long du fuselage, sur une ligne. Sobre, cette livrée se veut incarner les couleurs du pays mais aussi permettre une identification immédiate et rapide de l'appareil sur un parking d'aéroport.
Durant la présidence de Nicolas Sarkozy, ils ont été baptisés Carla One par les aviateurs de l'Armée de l'air, en référence à son épouse Carla Bruni, l'Airbus A330-200 ayant été surnommé Air Sarko One en clin d'œil à l'avion présidentiel américain Air Force One.
Le jour de l'investiture de François Hollande, le 15 mai 2012, le Falcon 7X présidentiel fut touché en vol par la foudre lors du premier déplacement officiel du président de la République, obligeant ce dernier à changer d'appareil après avoir fait demi-tour.
Un de ces appareils a également transporté des équipages d'avions ravitailleurs de l'Armée de l'air vers le Mali, lors de l'opération Serval, en janvier 2013.

## Incident
Entre le 26 juin et le 7 juillet 2011, les vols du Falcon 7X ont été suspendus provisoirement à la suite de la parution d'une consigne de navigabilité  de l'Agence européenne de la sécurité aérienne (EASA)  consécutive à un incident survenu lors d'une phase d'approche avec le pilotage automatique engagé. À la suite de cet incident, Dassault Aviation a modifié le système de trim de profondeur, ce qui a permis au Falcon 7X de reprendre les vols.